# Claude-François Fortier
Pour les articles homonymes, voir Fortier.
Claude-François Fortier, né le 10 avril 1775 à Paris, où il est mort le 21 juin 1835, est un artiste peintre, dessinateur, graveur, lithographe, illustrateur et archéologue français.

## Biographie
Claude-François Fortier fuit avec ses parents la Révolution française. Fils d'immigrés, il vit sa jeunesse exilé pendant toute la période révolutionnaire.
Ce n'est qu'en 1806, sous le Premier Empire de Napoléon Ier, que Claude-François Fortier rentre en France. Il participe aux illustrations du recueil des Planches du voyage dans la Basse et la Haute Égypte, réalisé d'après les travaux des personnalités scientifiques qui participèrent à l'expédition d'Égypte.
En 1808, il est précepteur des fils de Joachim Murat, roi de Naples, qui dirige alors les fouilles archéologiques de Pompéi.
En 1816, il s'embarque aux côtés du botaniste et explorateur Auguste de Saint-Hilaire, pour un voyage d'exploration au Brésil et dans la forêt amazonienne. Il réalise des dessins et des estampes qu'il exposera lors du Salon des artistes français de 1819. 
En 1822, il grave au burin sur eau-forte le paysage de la forêt amazonienne d'après l'aquarelle de Charles Othon Frédéric Jean-Baptiste de Clarac
Claude-François Fortier travaille dans son atelier de gravure à Paris avec des compagnons parmi lesquels Augustin François Lemaître. Il collabore avec des nombreuses personnalités artistiques et scientifiques, notamment avec l'archéologue Alexandre de Laborde, le peintre et orientaliste Louis-François Cassas,le lithographe Constant Bourgeois, les dessinateurs Jean-Démosthène Dugourc et Claude-Louis Desrais, les  naturalistes et explorateur François Péron et Charles Alexandre Lesueur, le géographe Louis de Freycinet et les graveurs Auguste Gaspard Louis Desnoyers et Barthélemy Joseph Fulcran Roger. 
Membre de l'Institut de France et de l'Académie des Beaux-Arts, il est élevé au rang d'officier de la Légion d'honneur.

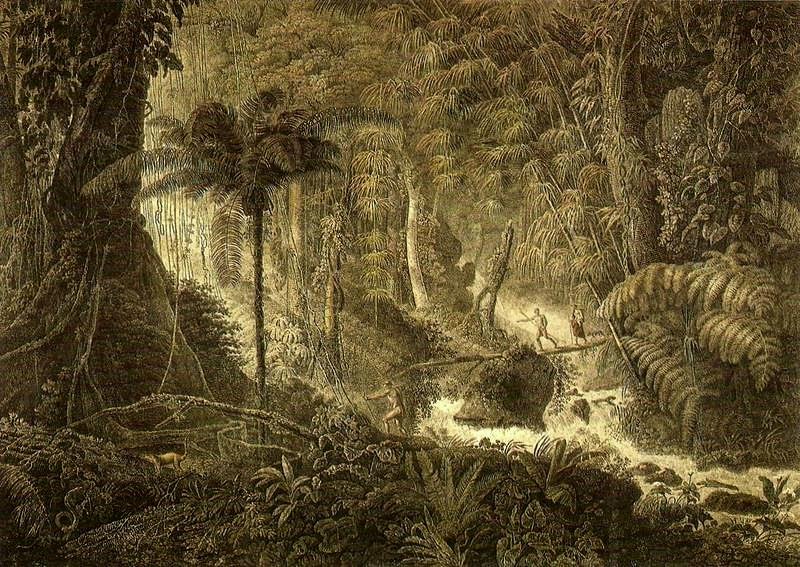
La forêt vierge du Brésil, eau-forte de Claude-François Fortier d'après l'aquarelle de Charles Othon Frédéric Jean-Baptiste de Clarac.
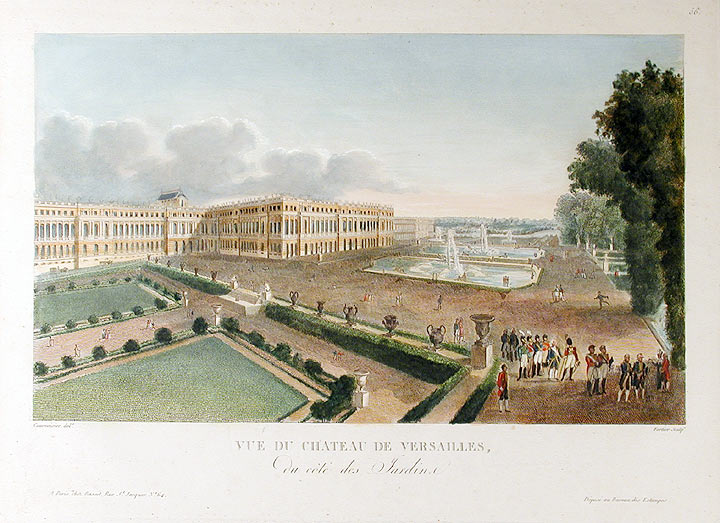
Le château de Versailles par Claude-François Fortier.
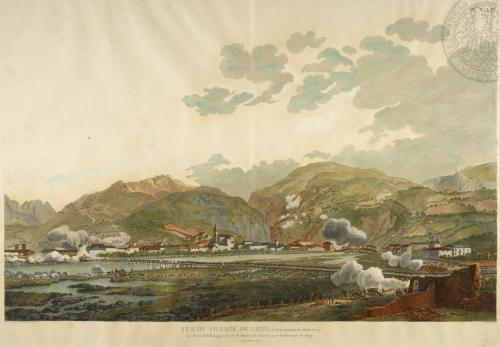
Le général Dallemagne à la tête de l'armée française, lors de la campagne d'Italie en 1796.

## Élèves
- Charles de Lalaisse[6].
- Marie Louise Pannier[7].